# Francisco Correa de Arauxo

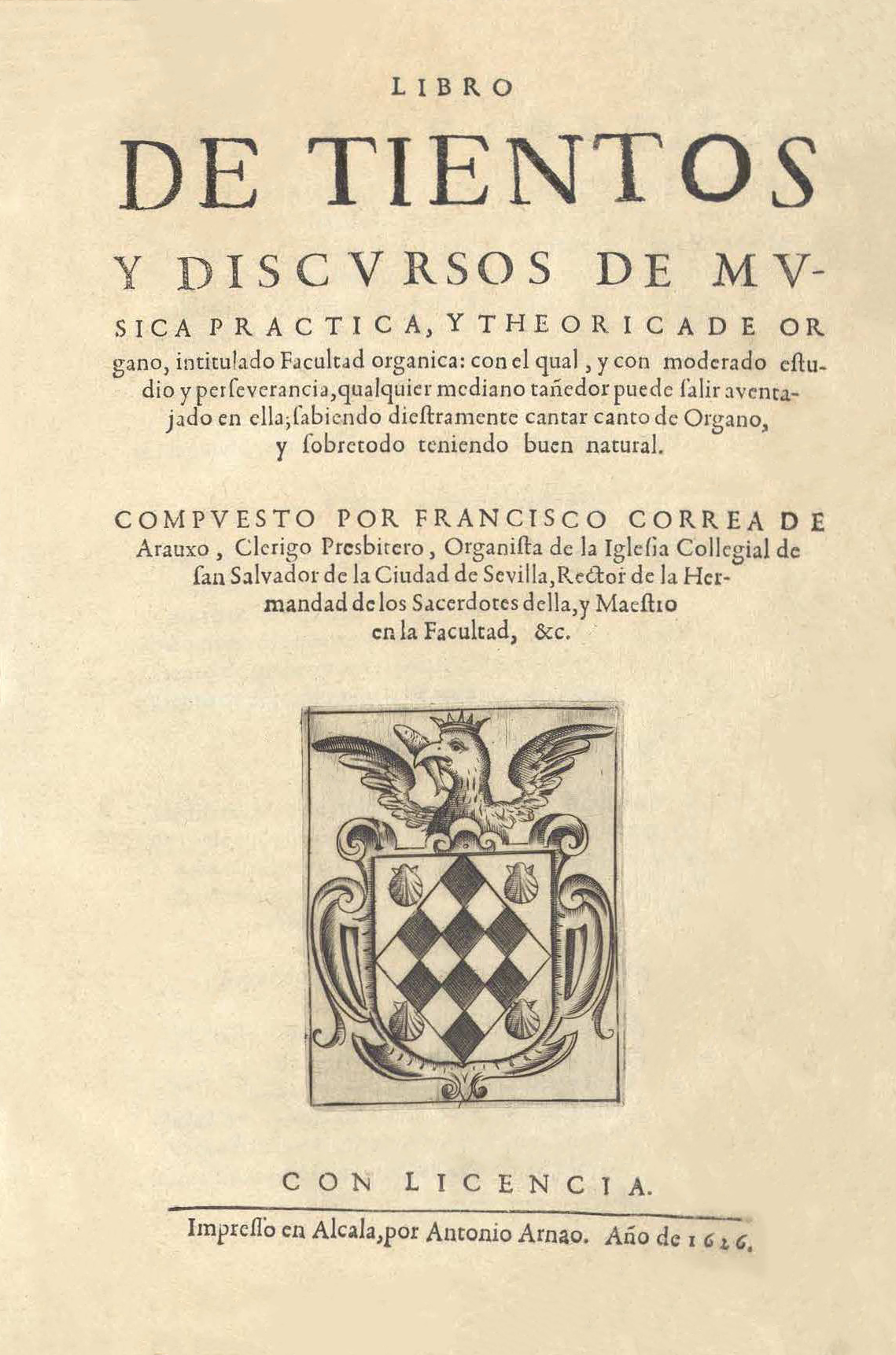
Libro de tientos y discursos de musica practica y theoríca de organo (1626).

Francisco Correa de Araujo (1584–1654) foi um notável organista espanhol, compositor, e teórico musical do Tardo-Renascimento.

## Biografia
Correa de Araujo nasceu em Sevilha. Como a maioria dos organistas espanhóis desta era, os detalhes de sua vida são obscuros. Por algum tempo até os anos de seu nascimento e morte foram disputados. Os seus antecedentes na aprendizagem musical não são claros. Ele afirmou ter aprendido a teoria ao estudar as obras de Francisco de Peraza e Diego del Castillo. 
Em 1599 ele recebeu uma nomeação de organista em Sevilha, mas envolveu-se num processo com o rival Juan Picafort, que atrasou a confirmação desta nomeação por seis anos. Em 1608, foi ordenado sacerdote. Ele manteve o cargo em Sevilha até 1636. Várias vezes ele se candidatou sem sucesso para outros cargos, e mais uma vez em 1630, ele envolveu-se em acções judiciais que culminaram num breve período de prisão. Em 1636, saiu de Sevilha e assumiu um cargo na Catedral de Jaén. Em 1640 ganhou uma prebenda na catedral de Segovia, e permaneceu lá os últimos catorze anos da sua vida. Morreu em Segovia na pobreza extrema.

## A Obra Facultad Organica
Os escritos de Correa de Arauxo fazem referência a duas publicações (um Libro de versos e um livro sobre teoria musical), que não foram publicadas na sua época. No entanto, todas as suas obras sobreviventes estão contidas numa única publicação intitulada Libro de tientos e discursos de música prática e teoria de organo intitulado Facultad organica, publicado em 1626. Esta publicação serve não só como um livro de composições, mas como um tratado sobre Teoria musical e prática de interpretação, e é uma das obras mais importantes do seu género a surgir da Espanha no século XVII. As composições de Correa de Arauxo aproveitam todos os dispositivos disponíveis para os organistas espanhóis da época, nomeadamente o tento de medio registro, devido ao teclado dividido do órgão ibérico, uma inovação única na Península Ibérica que surgiu no final do século XVI, enquanto os seus escritos teóricos dão uma ampla visão nas suas ideias de harmonia e contraponto.
O Libro de tientos contém 69 obras musicais, das quais 62 são tentos, ordenadas por níveis crescentes de dificuldade - uma indicação de que o propósito por detrás desse trabalho era pelo menos parcialmente pedagógico. Em contraste com as obras de seu contemporâneo português, Manuel Rodrigues Coelho, as obras de Correa de Arauxo são consideravelmente mais curtas e mostram uma tendência mais forte para o monotematismo. Ele emprega figurações virtuosas (a chamada glosa) em suas obras numa extensão muito maior, muitas vezes à custa do desenvolvimento contrapontístico. Após a exposição inicial, os reaparecimentos do tema são raros, e o desenvolvimento temático e o uso de dispositivos contrapontais como inversão ou aumento são quase inexistentes. A linguagem harmônica de Correa de Arauxo, embora não desprovida de progressões tonalmente sugestivas, é distintamente modal e representa uma continuação do idioma estabelecido por Antonio de Cabezón e Sebastián Aguilera de Heredia.
A música de Correa de Arauxo não é desprovida de inovação. Correa faz uso de muitos dispositivos exclusivos da música de órgão espanhola deste período: sonoridades incomuns como a tríade aumentada, agrupamentos rítmicos incomuns e uma dissonância notável que ele defende vigorosamente, referido como punto intenso contra remisso: o som simultâneo de uma nota e sua alteração cromática (exemplo Dó e Dó #). O aspecto teórico deste trabalho também discute a ornamentação, notas inegales, registro e uso dos diferentes modos e armações de clave.
A música de órgão de Correa de Arauxo foi inspirada pelas qualidades tonais únicas de órgãos espanhóis, temperamento desigual e dispositivos como o teclado dividido. A tecnologia moderna de gravação, aliada a um maior interesse no estudo de órgãos antigos e na construção de novos instrumentos para os imitar, tornaram estas obras mais acessíveis ao intérprete e ao ouvinte.
A primeira edição completa das obras de Correa de Arauxo foi publicada por Macario Santiago Kastner, e, mais recentemente foram publicadas outras duas edições, uma delas por Miguel Bernal Ripoll, e a outra por Guy Bovet.

## Edições Musicais
- Correa de Arauxo, Francisco (1948 e 1952), edição de Macário Santigo Kastner, Facultad Orgánica, Barcelona: Instituto Español de Musicología, CSIC, vol. I e vol. II.

- Correa de Arauxo, Francisco (2013/2005), edição de Miguel Bernal Ripoll, Facultad Orgánica, Cuadernos de Música Antigua, Sociedad Española de Musicología, 3 volumes.

- Correa de Arauxo, Francisco (2007), edição de Guy Bovet, Facultad Orgánica, Keyboard Music, Esacordo.

## Discografia Mínima
- Ayarra, José Enrique (organista), (1996), Francisco Correa de Arauxo: Facultad Organica, Almaviva.

- Cea, Andrés (organista), (2006), Lerma: Francisco Correa de Arauxo: Facultad Orgánica (1626), Lindoro MPC-0716, La Tirana: S.L. Sevilla.